# Alexandr Spěsivcev
Alexandr Nikolajevič Spěsivcev (rusky Александр Николаевич Спесивцев; * 1. března 1970, Novokuzněck) přezdívaný „kanibal ze Sibiře“, „sibiřský rozparovač“ či „novokuzněcké monstrum“ je ruský sériový vrah, který se dopouštěl kanibalismu na svých obětech. Jeho zločiny byly objeveny náhodně v roce 1996.

## Biografie
Narodil se v sibiřském Novokuzněcku v roce 1970, vyrůstal v dysfunkční rodině, jeho otec mučil ostatní členy domácnosti. Již jako dospělý utýral svou snoubenku a byl odsouzen k izolaci v psychiatrické léčebně, ze které byl po třech letech propuštěn. Pak žil se svojí matkou a dobrmanem. Jeho matka Ljudmila Spěsivcevová některé z jeho obětí lákala do jejich bytu, kde je zabíjel, matka z nich vařila jídlo a poté je jedl či jedli společně.
Alexandr Spěsivcev (řečený Saša), se dostal do psychiatrického zařízení poté, co zavraždil svou snoubenku. Zde jej pracovníci charakterizovali jako intelektuála se sklonem k psaní filosofických knih.
Po propuštění se živil jako šmelinář.
V letech 1991–1996 lákal do svého domu v Novokuzněcku děti z ulice, které viděl jako odpad společnosti. V této činnosti mu byla nápomocna matka Ljudmila Spěsivcevová. Podezření na aktivity sériového vraha se objevilo v létě 1996, kdy se v blízké řece Aba objevily části těla nedaleko školy, kde pracovala Ljudmila (ta se ostatků zbavovala v noci v řece). Vyšetřování ale probíhalo velmi pomalu vzhledem k obětem – bezprizorním dětem, které nikomu nechyběly a také vzhledem k přebujelé byrokracii zasahující všechny složky ruské správy.
V počátcích vyšetřování si jeden ze sousedů stěžoval na odpudivý pach a hlasitou rockovou hudbu vycházející ze Spěsivcevova bytu. Policie to však ignorovala, přičítala to sousedské nesnášenlivosti. Vyšetřování se nepohnulo, ani když byla v místě nalezena mrtvá nezletilá dívka.
Policie přišla do jeho domu teprve o rok později, když soused zavolal instalatéra kvůli prasklé trubce. Spěsivcev utekl balkónem, když slyšel, že se někdo dobývá do bytu. Později byl chycen při pokusu o znásilnění ženy v jejím vlastním bytě.
Po příchodu policisté v bytě našli umírající 15letou Olgu Galcevovou s několika bodnými zraněními v oblasti žaludku. V koupelně policisté našli mrtvolu bez hlavy a v obývacím pokoji hrudní koš. Olga v nemocnici zemřela 17 hodin po nalezení, ale do té doby stačila policii prozradit, že společně s dvěma dalšími třináctiletými kamarádkami pomáhala Ljudmile Spěsivcevové odnést tašky domů. Tam byly dívky chyceny za pomoci psa Alexandrem, znásilněny a zbity. Jednu z nich Alexandr zabil a zbývající dvě přinutil k rozřezání jejího těla ve vaně. Ljudmila pak uvařila z masa jídlo, které musely pozřít i uvězněné dívky. Druhou dívku pak zabil pes.
Ve Spěsivcevově bytě bylo nalezeno 80 kusů zakrváceného oblečení. Testy prokázaly, že krev nepatří nikomu z jeho příbuzných.
Spěsivcev si vedl deník s podrobným zápisem některých zločinů (celkem 19), který našla policie. Po dopadení nezapíral a k těmto vraždám se přiznal. Počet obětí se odhaduje na více než 80. Soudem byl odsouzen k trestu smrti, ale posléze byl shledán duševně nemocným a opět odeslán do psychiatrické léčebny se zvýšeným dohledem. Zde se dosud věnuje psaní básní o zlu demokracie. Plánuje věnovat po smrti svou hlavu institutům ke studiu svého mozku, a být „vyplacen v předstihu v cigaretách“.
Ljudmila Spěsivcevová se ke svému podílu nepřiznala a v roce 1999 byla odsouzena na 15 let vězení za napomáhání vraždám. V roce 2008 byla propuštěna.